# James Barnes
James Buchanan "Bucky" Barnes är en superhjälte från Marvel skapad av Joe Simon och Jack Kirby.
Bucky gjorde sin debut i mars 1941 i den amerikanska serietidningen Captain America Comics.

## Film
Sebastian Stan spelade som Bucky i filmerna Captain America: The First Avenger, Captain America: The Winter Soldier, Captain America: Civil War, Captain America: The Winter Soldier och Avengers: Infinity War. Samt en cameoroll i Black Panther. Joe Johnston har uttryckt intresse av att göra en Bucky-film.